# Karin Starrin
Karin Margareta Starrin, född 28 oktober 1947 i Alfta församling, Gävleborgs län, är en svensk ämbetsman och politiker (centerpartist), som var kommunalråd i Ovanåker 1985–1988, riksdagsledamot för Gävleborgs läns valkrets 1988–1997 och Europaparlamentariker 1995, samt landshövding i Hallands län 1997–2004, generaltulldirektör för Tullverket 2004–2010 och styrelseordförande för Högskolan i Halmstad 2010–2017.
Under Starrins tid som ledamot av riksdagen 1988–1997 var hon ledamot av trafikutskottet 1994–1997 och krigsdelegationen 1994–1997 samt suppleant i finansutskottet, lagutskottet, jordbruksutskottet, näringsutskottet och EU-nämnden.
Åren 1991–1995 var hon förbundsordförande för Centerkvinnorna. Starrin var även ledamot av Europaparlamentet en kort period efter EU-anslutningen i januari 1995 fram tills strax efter det första svenska Europaparlamentsvalet hölls i september 1995. I parlamentsvalet fick den EU-skeptiska centerpartisten Hans Lindqvist ett större stöd och Starrin återgick då till sin riksdagstjänst.
Hon blev därefter landshövding i Hallands län 1997–2004, ordförande i Svenska volleybollförbundet 2002–2004 och generaltulldirektör och chef för Tullverket 2004–2010. Under perioden 2010–2017 var hon styrelseordförande för Högskolan i Halmstad. 2009–2011 var hon av regeringen utsedd ledamot i den e-delegation som regeringen tillsatte 26 mars 2009 och som verkade fram till 2015.